# Össek
Der Össek (kasachisch Өсек; russisch Үсек Usek) ist ein rechter Nebenfluss des Ili im kasachischen Gebiet Schetissu.
Der Össek entspringt im vergletscherten Toqsanbai-Gebirgszug südlich des Dsungarischen Alatau. Er fließt anfangs in südwestlicher Richtung durch das Gebirge. Bei Verlassen des Berglands trifft der Kischi Össek (Кіші Өсек – „Kleiner Össek“) von Westen kommend auf den Fluss. Dieser wendet sich anschließend nach Süden. Der Össek durchfließt die Stadt Scharkent. Weiter südlich passiert er die Siedlung Scholaqai. Der Össek erreicht ein großes Sumpfgebiet, das er in einem großen Bogen nach Westen durchfließt. Schließlich erreicht er den Ili. Der Fluss hat eine Länge von 164 km. Sein Einzugsgebiet umfasst 1970 km². Am Pegel Taldy (nördlich von Scharkent) beträgt der mittlere Abfluss 15,7 m³/s.